# Kirche Dedensen

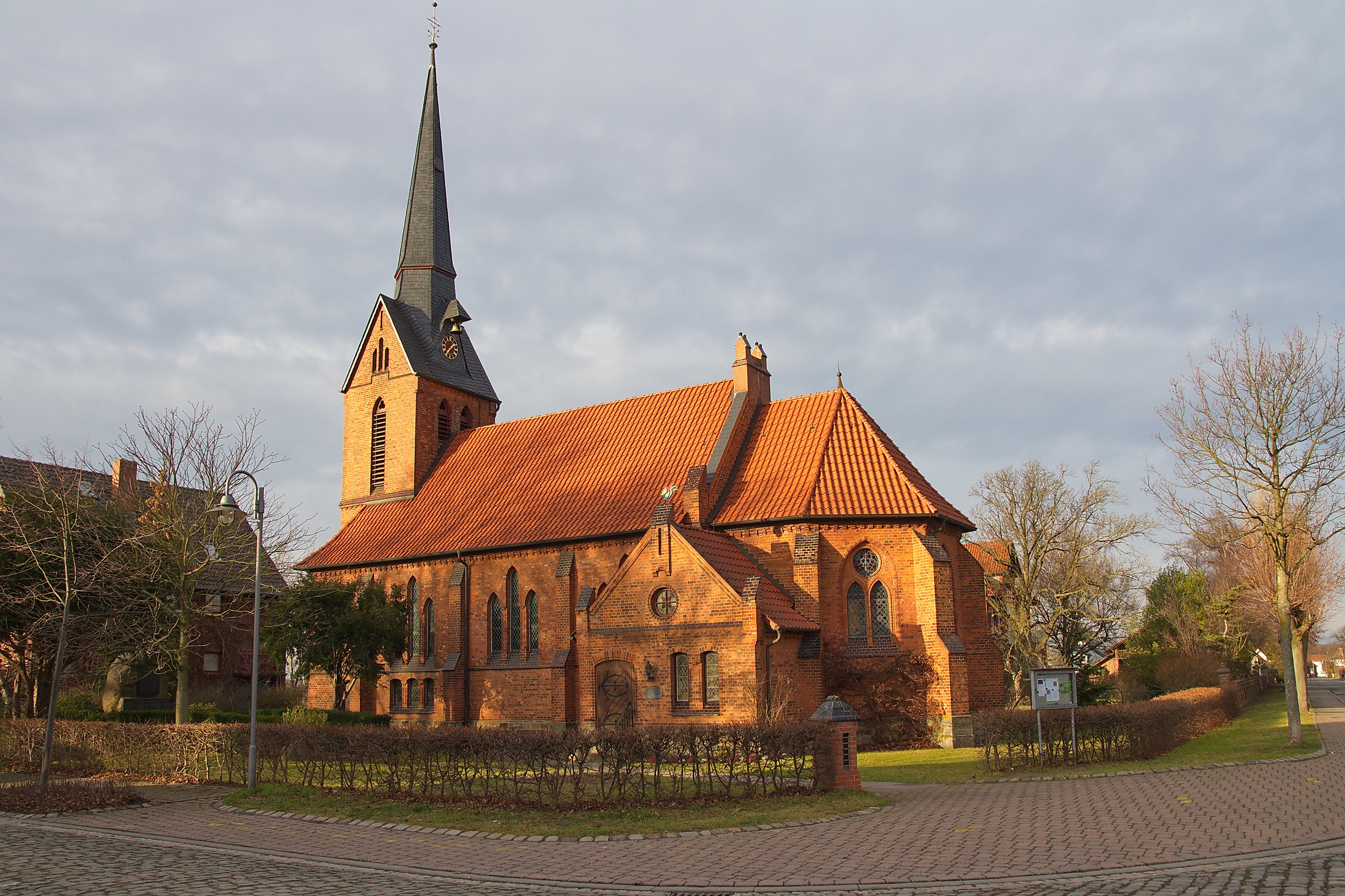
Kirche in Dedensen

Die evangelisch-lutherische denkmalgeschützte Kirche steht in Dedensen, einem Ortsteil der Stadt Seelze in der Region Hannover von Niedersachsen. Die Kirchengemeinde gehört zum Kirchengemeindeverband-Südland im Kirchenkreis Neustadt-Wunstorf im Sprengel Hannover der Evangelisch-lutherischen Landeskirche Hannovers.

## Beschreibung
Dedensen bekam im 12. Jahrhundert seine erste eigene Kirche. Sie stand auf dem alten Kirchfriedhof gegenüber dem Pfarrhaus. Diese Kirche war eine Filialkirche von St. Michaelis (Groß Munzel), erst 1604 wurde die Kirchengemeinde selbstständig. 1892 wurde diese häufig umgebaute Kirche von Conrad Wilhelm Hase als baufällig eingestuft, und er entwarf Pläne für eine neugotische Kirche, die 1897/98 gebaut und am 3. Juli 1898 eingeweiht wurde. An der Westseite befindet sich der querrechteckige Kirchturm, hinter den Klangarkaden befindet sich der Glockenstuhl, in dem zwei Kirchenglocken hängen, die beide von der Radlerschen Glockengießerei stammen. Aus dem schiefergedecktem Satteldach des Turms erhebt sich mittig ein achteckiger Dachreiter, an dem eine Schlagglocke hängt. Das Satteldach des Kirchenschiffs besteht aus Dachziegeln. Die Ostseite wird geprägt von dem sechseckigen, fast halbkreisförmigen Chor. Die Wände von Chor und Kirchenschiff werden von Strebepfeilern gestützt. An der Südseite, zwischen Chor und Kirchenschiff, befindet sich ein Anbau, der auch die Sakristei beherbergt.
Im Innenraum ist die Dachkonstruktion unter der Holzbalkendecke sichtbar. Im neugotischen hölzernen Altarretabel wurde das Mittelbild mit einer Darstellung der Kreuzigung aus dem Triptychon des Barockaltars übernommen. Die Kanzel steht an der Seite, unter ihr steht eine Figur von Mose, die in der alten Kirche die Kanzel trug. Das spätgotische Taufbecken wurde aus der alten Kirche übernommen, sein Fuß wurde erneuert. An der Wand über dem Taufbecken befinden sich geschnitzte Statuen der vier Evangelisten aus der alten Kirche. Die Emporen waren ursprünglich ohne Schmuck, heute zieren sie Engelköpfe aus der alten Kirche. Im Vestibül des Turms befindet sich ein Relief aus Kalkstein über die Kreuzigung aus dem 15. Jahrhundert. In der alten Kirche ist eine Orgel seit 1714 belegt. In der neuen Kirche wurde 1898 eine Orgel mit neun Registern, zwei Manualen und Pedal von P. Furtwängler & Hammer gebaut. Die ursprünglich romantische Stimmung wurde 1965/66 bei einer Überholung barockisiert.